# Windows for Pen Computing
Windows for Pen Computing — це пакет програмного забезпечення для Windows 3.1x, розроблений корпорацією Microsoft з метою додати в операційне середовище Windows можливість роботи з пристроями за допомогою стилуса. Windows for Pen Computing була другою основною платформою для планшетних комп'ютерів x86; GO Corporation випустила свою операційну систему, PenPoint OS, незадовго до того, як Microsoft опублікувала Windows for Pen Computing 1.0 у 1992 році.
Нові програми Windows for Pen Computing 1.0 включають екранну клавіатуру, блокнот для письма стилусом і програму для навчання системи розпізнавання рукописного вводу. Microsoft включила Windows for Pen Computing 1.0 до складу Windows SDK, а операційне середовище також постачалося в комплекті з сумісними пристроями.
Microsoft випустила Windows 95 у 1995 році, а пізніше створила Pen Services для нової системи, також відому як Windows for Pen Computing 2.0. Windows XP Tablet PC Edition замінила Windows for Pen Computing у 2002 році. Наступні версії Windows, такі як Windows Vista та Windows 7, підтримували стилус на постійній основі.